# Paratriaenops
A Paratriaenops az emlősök (Mammalia) osztályának a denevérek (Chiroptera) rendjébe, ezen belül a kis denevérek (Microchiroptera) alrendjébe és a Hipposideridae családjába tartozó nem.

## Tudnivalók
A Paratriaenops-fajokat korábban a Triaenops nembe sorolták. A három faj Madagaszkár és a Seychelle-szigeteken találhatók meg.

## Rendszerezés
A nembe az alábbi 3 faj tartozik:
- Paratriaenops auritus
- madagaszkári levélorrú-denevér (Paratriaenops furculus) - típusfaj; szinonimája: Triaenops furculus
- Paratriaenops pauliani